# おがの化石館
おがの化石館（おがのかせきかん）は、埼玉県秩父郡小鹿野町にある化石博物館。

## 概要
小鹿野町の位置する秩父地方は国の天然記念物に指定されている「古秩父湾堆積層及び海棲哺乳類化石群」があり、化石の産地として著名であった。町内外から収集されたパレオパラドキシア、三葉虫、アンモナイトの化石やモササウルスの骨格標本模型などを展示している。2012年（平成24年）4月に館内を木質化リニューアルした。また施設に隣接して国の天然記念物の「ようばけ」（露頭）があり、観察することができる。

## データ
料金
- 大人300円、子ども200円

休館日
- 火曜日、年末年始

開館時間
- 午前9時から午後5時

## 所在地
- 小鹿野町下小鹿野453